# Culture (álbum)
Culture (estilizado como C U L T U R E) é o segundo álbum de estúdio do trio americano de hip hop Migos. Foi lançado a 27 de janeiro de 2017, pela Quality Control Music, 300 Entertainment e Atlantic Records. O álbum apresenta a presença de convidados como DJ Khaled, Gucci Mane, 2 Chainz, Travis Scott e Lil Uzi Vert, enquanto a produção foi tratada por Metro Boomin e Murda Beatz, entre outros.
O álbum foi apoiado por três singles: "Bad and Boujee" com Lil Uzi Vert, "T-Shirt" e "Slippery"com Gucci Mane.  Culture  recebeu opiniões geralmente positivas de críticos e estreou no número um nos EUA  Billboard  200. Ele também superou o gráfico Top R & B / Hip-Hop Albums dos EUA, tornando-se o primeiro álbum do número um de Migos em ambos os gráficos. Também estreou no número um no Canadian Albums Chart. Em julho de 2017, o álbum foi certificado Platinum pela Recording Industry Association of America (RIAA).

## Antecedentes
O trio primeiro anunciou inicialmente que o título do seu segundo álbum seria chamado  No Label 3 , no entanto, eles mais tarde o mudaram para  Culture . As of October 2016, the release of the album was delayed due to their conflict with 300 Entertainment.
O cover é feito por Stole "Moab" Stojmenov, um jovem designer gráfico italiano baseado em Milão, e faz referência explícita sobre o ponto de viragem que este álbum representa para os próprios Migos. A capa é o que Migos deu à cultura do hip hop americano e à cidade de Atlanta em todas as esferas, da música à moda.

## Promoção
Em dezembro de 2016, Migos foi em turné para a Nigéria onde realizaram "Bad and Boujee". Um vídeo viral mostra o quão popular a música cresceu desde a sua versão.

## Lista de músicas
| Culture        |                                           |                                 |         |  |
| N.º            | Título                                    | Producer(s)                     | Duração |  |
| 1.             | "Culture" (featuring DJ Khaled)           | DY Tre Pounds                   | 2:33    |  |
| 2.             | "T-Shirt"                                 | Nard & B XL Eagle               | 4:02    |  |
| 3.             | "Call Casting"                            | Buddah Bless                    | 3:52    |  |
| 4.             | "Bad and Boujee" (featuring Lil Uzi Vert) | Metro Boomin G Koop             | 5:43    |  |
| 5.             | "Get Right Witcha"                        | Murda Beatz                     | 4:17    |  |
| 6.             | "Slippery" (featuring Gucci Mane)         | Deko OG Parker                  | 5:04    |  |
| 7.             | "Big on Big"                              | Zaytoven                        | 4:50    |  |
| 8.             | "What the Price"                          | Ricky Racks Keanu Beats 808Godz | 4:08    |  |
| 9.             | "Brown Paper Bag"                         | Zaytoven                        | 3:31    |  |
| 10.            | "Deadz" (featuring 2 Chainz)              | Cardo                           | 4:34    |  |
| 11.            | "All Ass"                                 | Purps                           | 4:54    |  |
| 12.            | "Kelly Price" (featuring Travis Scott)    | Cash Clay Beats Deraj Global    | 6:03    |  |
| 13.            | "Out Yo Way"                              | Purps Cassius Jay               | 4:48    |  |
| Duração total: | Duração total:                            | Duração total:                  | 58:19   |  |

## Gráficos
| Paradas (2017)                          | Melhor posição |
| --------------------------------------- | -------------- |
| Austrália (ARIA)                        | 26             |
| Austrália (ARIA)                        | 2              |
| Bélgica (Ultratop Flandres)             | 67             |
| Bélgica (Ultratop Valônia)              | 92             |
| Canadá (Billboard)                      | 1              |
| Dinamarca (Hitlisten)                   | 23             |
| Países Baixos (Dutch Charts)            | 9              |
| Finlândia (Suomen virallinen lista)     | 6              |
| França (SNEP)                           | 44             |
| Alemanha (Offizielle Deutsche Charts)   | 63             |
| Nova Zelândia (RMNZ)                    | 20             |
| Noruega (VG-lista)                      | 13             |
| Suécia (Sverigetopplistan)              | 31             |
| Suíça (Schweizer Hitparade)             | 22             |
| Reino Unido (Official Albums Chart)     | 16             |
| Estados Unidos (Billboard 200)          | 1              |
| Estados Unidos (Top R&B/Hip Hop Albums) | 1              |

## Histórico de lançamentos
| Região         | Data                  | Formato          | Gravadora                          | Ref.  |
| -------------- | --------------------- | ---------------- | ---------------------------------- | ----- |
| Estados Unidos | 27 de janeiro de 2017 | Download digital | Quality Control Music 300 Atlantic | [ 6 ] |